# Legemeedsterpolder
De Legemeedsterpolder is een voormalig waterschap in de Nederlandse provincie Groningen.
Het waterschap werd in 1842 door Gedeputeerde Staten opgericht en lag in de toenmalige gemeente Noordbroek. Het had een molen die uitsloeg op het Grootmaar. 
Waterstaatkundig gezien ligt het gebied sinds 2000 binnen dat van het waterschap Hunze en Aa's.